# Vester Lisbjerg Herred
Vester Lisbjerg Herred lå i Århus Amt. 
Herredet hørte i middelalderen til Åbosyssel, og fra 1660 til Havreballegård Amt. Fra 1794 blev det ændret til Århus Amt. Herredet der er det
mindste i amtet, grænser
mod syd til Hasle Herred, mod
vest til Sabro Herred, mod nord
og øst til Randers Amt
(Galten og Øster Lisbjerg Herreder). På vestgrænsen
løber Lilleå og på sydgrænsen Egåen.

## Sogne i Vester Lisbjerg Herred
- Elev Sogn – Aarhus Kommune
- Elsted Sogn – Aarhus Kommune
- Grundfør Sogn – Hinnerup Kommune
- Lisbjerg Sogn – Aarhus Kommune
- Lystrup Sogn – Aarhus Kommune
- Spørring Sogn – Aarhus Kommune
- Søften Sogn – Hinnerup Kommune
- Trige Sogn – Aarhus Kommune
- Ølsted Sogn – Aarhus Kommune

## Eksterne kilder og henvisninger
- Vester Lisbjerg Herred i J.P. Trap: Kongeriget Danmark, udarbejdet af H. Weitemeyer (3. udgave, 5. bind, 1906)